# Na Pilavě
Na Pilavě je přírodní památka u Bílichova v okrese Kladno.

## Flóra

### Chráněné rostliny
Důvodem ochrany lokality je výskyt kriticky ohrožené kýchavice černé (Veratrum nigrum), která se vyskytuje ještě v nedalekém Bílichovském údolí. Mezi další vzácné a ohrožené druhy rostlin rostoucí v této lokalitě patří bradáček vejčitý (Listera ovata), lýkovec jedovatý (Daphne mezereum), medovník meduňkolistý (Melittis melissophyllum), orlíček obecný (Aquilegia vulgaris), vemeník dvoulistý (Platanthera bifolia) a řídce vstavač nachový (Orchis purpurea).

### Další rostliny
Dalšími zde zastoupenými rostlinami jsou bika chlupatá (Luzula pilosa), bršlice kozí noha (Aegopodium podagraria), kokořík mnohokvětý (Polygonatum multiflorum), konvalinka vonná (Convallaria majalis), kopretina chocholičnatá (Tanacetum corymbosum), kozinec cizrnový, hrachor jarní (Lathyrus vernus), lipnice oddálená (Poa remota), ostřice horská (Carex montana), jaterník podléška (Hepatica nobilis), samorostlík klasnatý (Actaea spicata), sasanka hajní (Anemonoides nemorosa), strdivka nící (Melica nutans), svízel lesní (Galium sylvaticum), třtina rákosovitá (Calamagrostis arundinacea), žindava evropská (Sanicula europaea) a keře jeřáb muk (Sorbus aria), krušina olšová (Frangula alnus), svída krvavá (Cornus sanguinea) a zimolez pýřitý (Lonicera xylosteum).

## Umístění lokality
Lokalita je uzavřená v zadní části Pilavského údolí v lesním oddělení 133 a 134 (dříve 110b3). Táhne podél cesty se ve směru údolí po jeho pravé straně a stoupá do boku údolí do stráně. Okolní smrčina má asi 70 let (k 2015) a je tvořená porostem smrku (Picea abies), borovice (Pinus sylvestris), modřínu (Larix decidua), břízy (Betula pendula), místy buku (Fagus sylvatica) a ojediněle jedle (Abies). Přes cestu se nachází 130letá bučina, pod kterou se objevuje přirozené zmlazení buku, smrku a dubu.

### Pilavské údolí
Pilavské údolí známé též jako Pilava, Pilavská stráň nebo Kravský dolík, u místních obyvatel a lesního personálu známé také jako Zadní bílichovské údolí, je jedno z údolí východního či severovýchodního Džbánu. Je krátké (asi tři kilometry) a lesnaté a od Líského má charakter stráně. Nachází se mezi Líským (asi 1 km západním směrem) a Malým Bílichovem (asi 1 km jihozápadním směrem) a nejkratší cesta vede po hrázi Velkého bílichovského rybníka. Tudy vede i modrá turistická značka, která pokračuje napříč celým údolím.

## Galerie

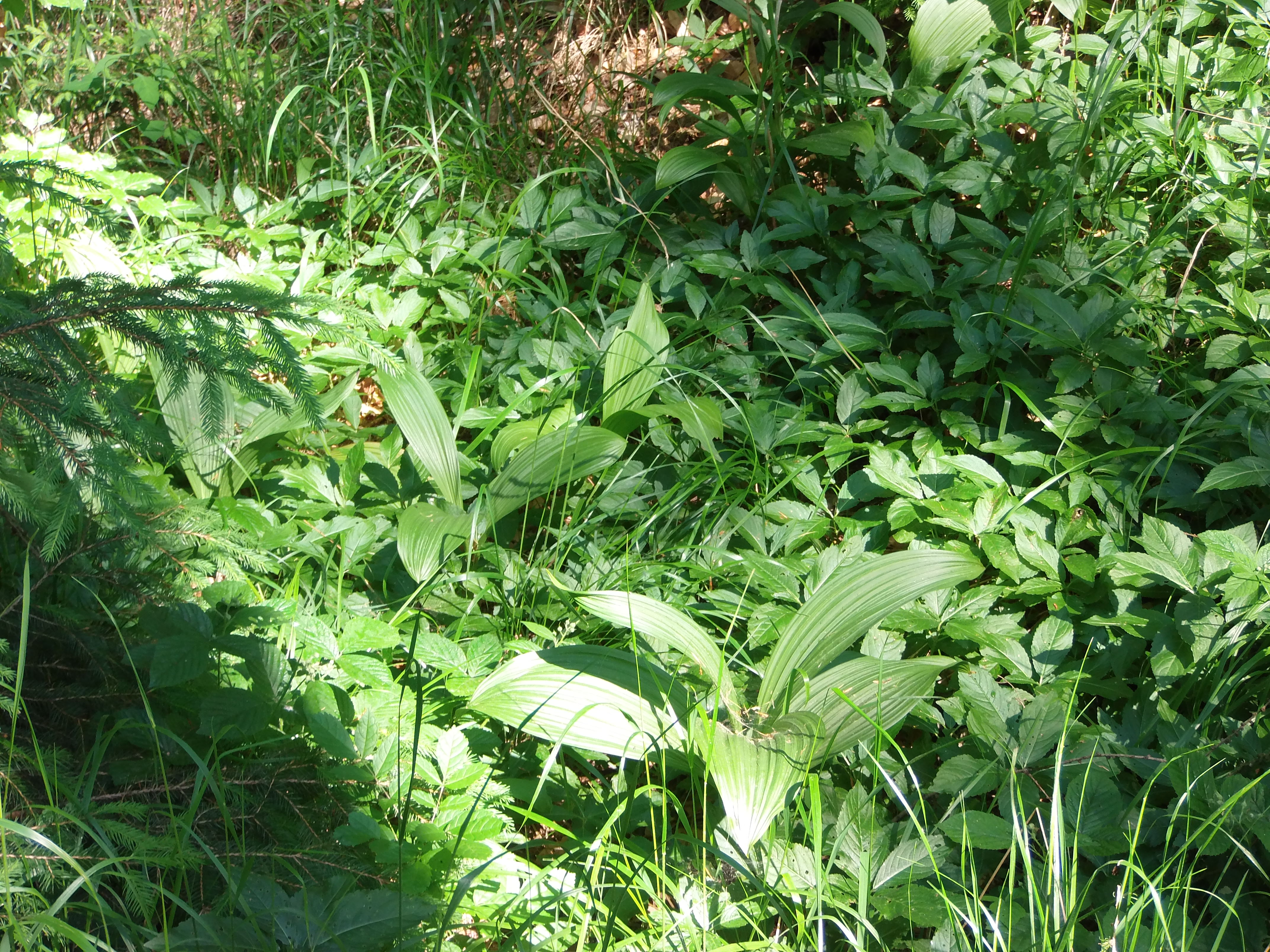
Porost s kýchavicí černou
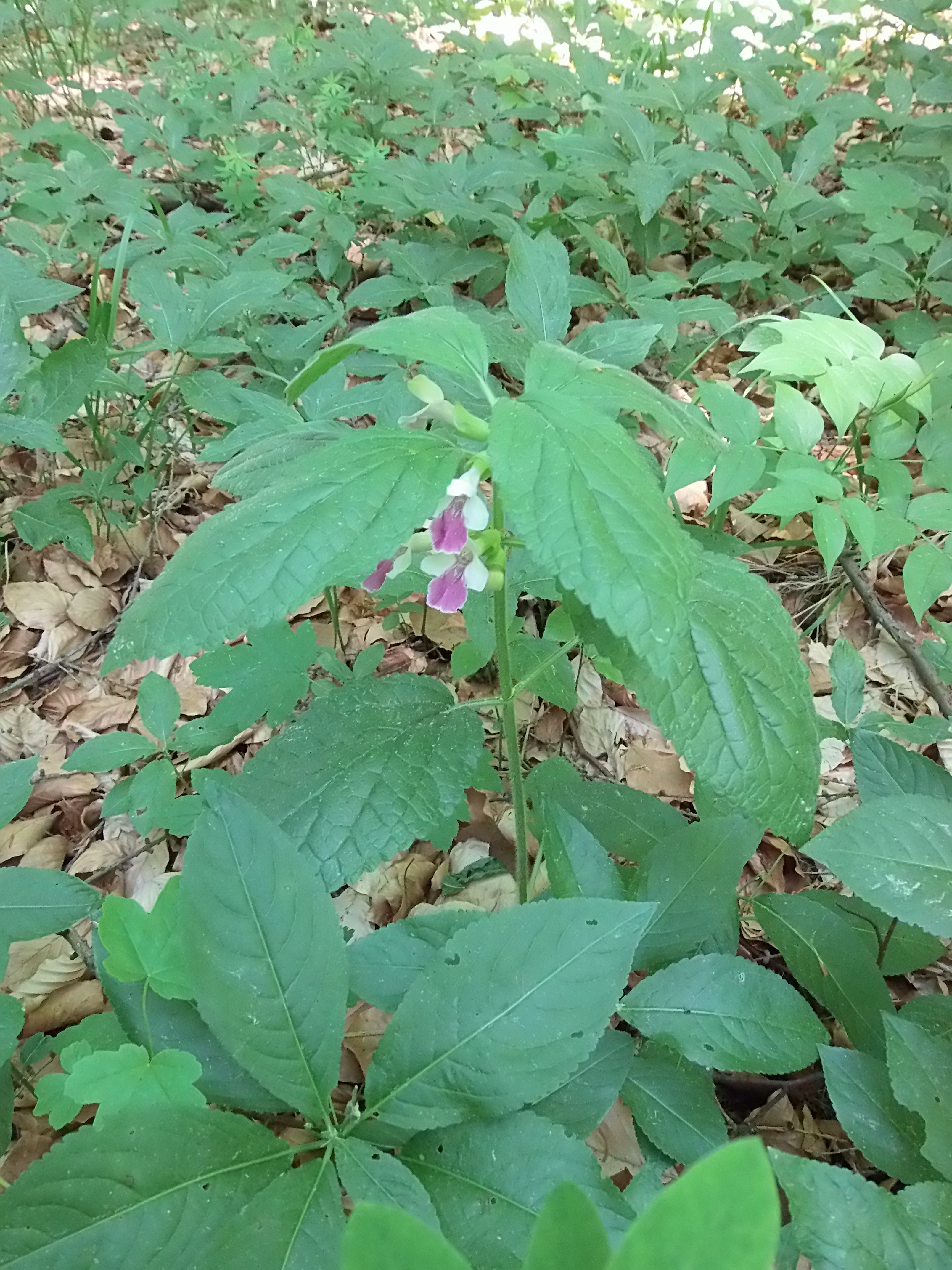
Medovník meduňkolistý
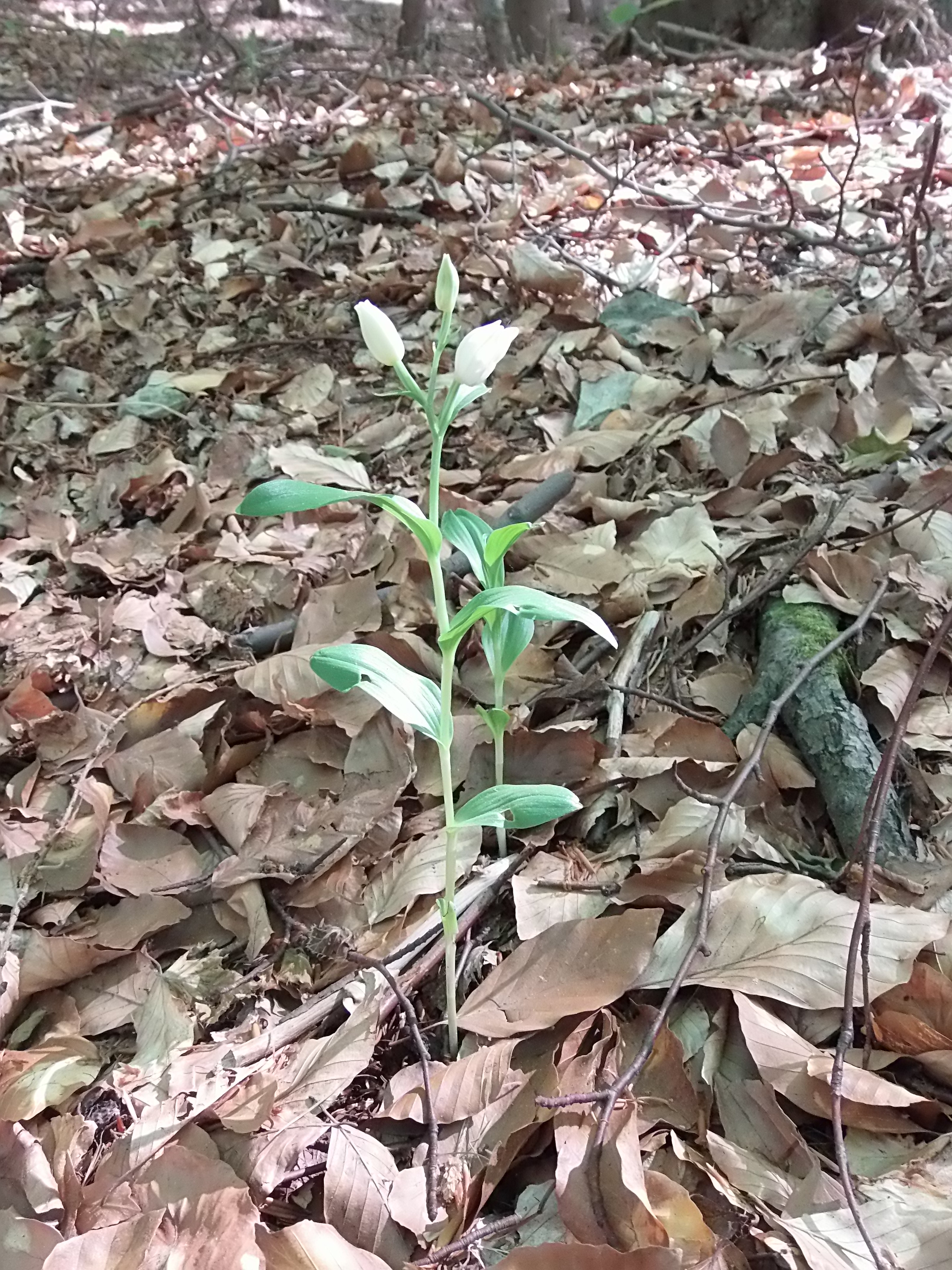
Okrotice bílá
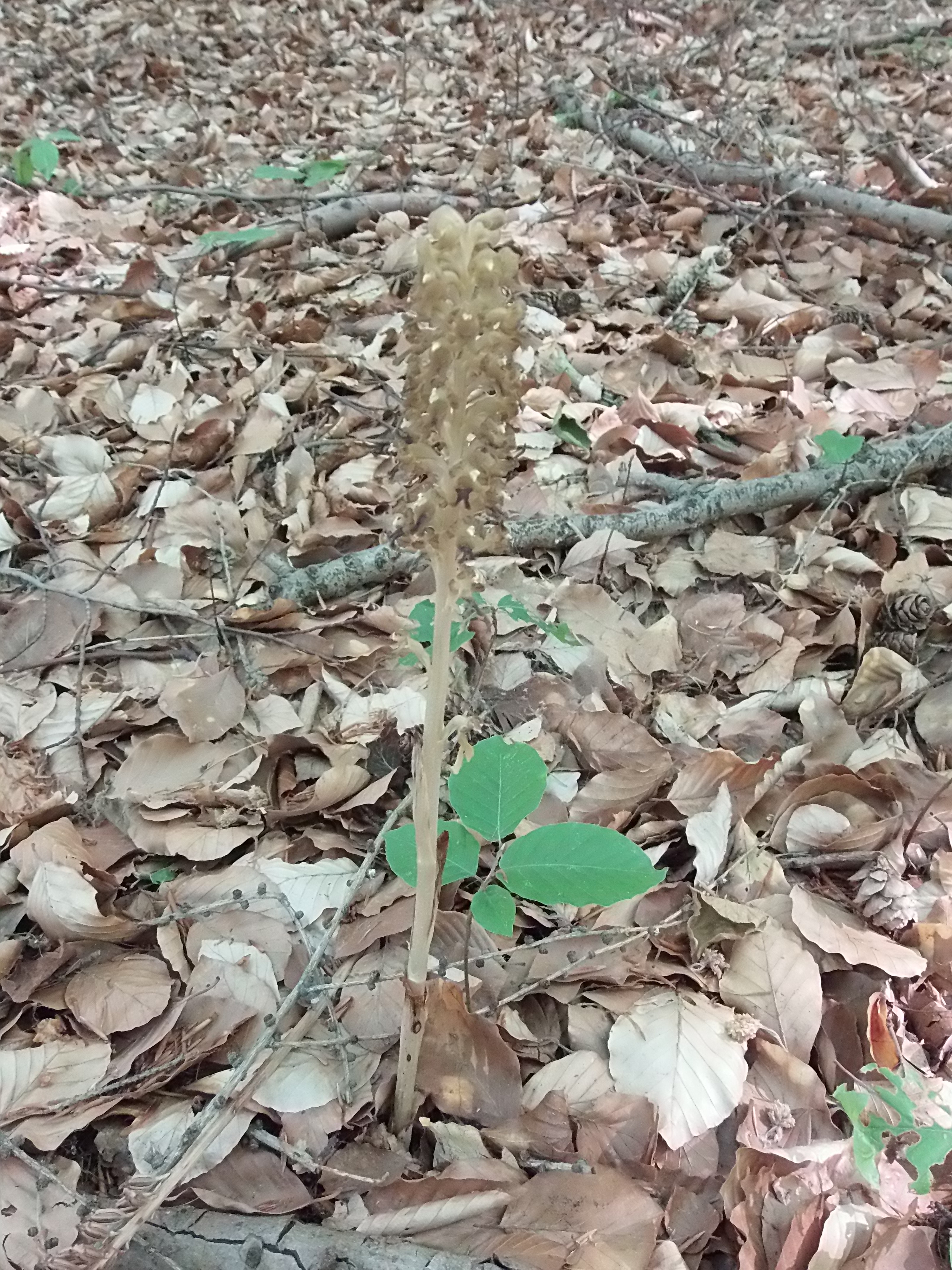
Hlístník hnízdák